# 東京ボーイズ (インド国民軍)
東京士官候補生、または東京ボーイズ（とうきょうボーイズ、英語：Tokyo Boys）は、1944年にスバス・チャンドラ・ボースによって、戦闘機パイロットとして訓練するため陸軍士官学校または日本陸軍航空士官学校へ派遣された、インド国民軍所属の45人の青年のグループに与えられた名前。日本の降伏後、彼等は捕虜として捕らえられたが、1946年にインド国民軍裁判の終了で釈放された。士官候補生達はインド軍、ビルマ海軍、パキスタン軍、あるいは民間パイロットとなった。彼らの中には将官になった人物もいた。

## 士官候補生
- ラメシュ・サハラム・ベネガル （別名B・ラメシュ・ラオ B. Ramesh Rao） - インド空軍准将、Ati Vishisht Seva Medal受賞。
- バリンドラ・カルマカル（B. Karmakar） - 東京・上北沢にあった「興亜同学院」にて日本語を学習[6]
- スクビル・シン・ニンドラ（Sukhbir Singh Nindra） - 「興亜同学院」で日本語を学習、後に陸軍士官学校へと進んだ。終戦後に米軍に引き渡され翌年釈放された[6]

## 関連図書
- BURMA to JAPAN with Azad Hind: A War Memoir (1941–1945) Ramesh Sakharam Benegal, Lancer Publishers, New Delhi 2009 ISBN 978-1-935501-11-4
- Bhargava M.L. Indian national army Tokyo cadets 1986. New Delhi
- Subhash Chandra Bose Academy